# Hiroshima (singel)
Hiroshima – utwór muzyczny brytyjskiego zespołu Wishful Thinking z 1970 roku.
Piosenka została napisana przez Davida Morgana i odnosi się do ataku atomowego na Hiroszimę. Tekst ma wyraźnie antywojenne przesłanie. Utwór został nagrany w Londynie w 1970 roku, a rok później ukazał się na singlu oraz albumie o tym samym tytule. Początkowo piosenka nie spotkała się z sukcesem i zdobyła popularność dopiero w 1978 roku, kiedy to dotarła do 8. miejsca niemieckiej listy sprzedaży. Utrzymała się w zestawieniu przez 44 tygodnie i była jednym z najlepiej sprzedających się singli roku w Niemczech.

## Notowania
| Lista                  | Najwyższa pozycja |
| ---------------------- | ----------------- |
| Niemcy (Media Control) | 8                 |

## Wersja Sandry
Niemiecka piosenkarka Sandra nagrała cover utworu „Hiroshima” z repertuaru grupy Wishful Thinking na swój album Paintings in Yellow z 1990 roku. Był to zwrot Sandry w stronę brzmienia dojrzalszego oraz wyrafinowanego, z nawiązaniami do muzyki rockowej. Utwór ukazał się jako pierwszy singel promujący Paintings in Yellow na początku 1990 roku. Na stronie B singla 7-calowego wydano piosenkę „La vista de luna”, a na maxi singlu „Heaven Can Wait” – obie z poprzedniej płyty Sandry, Into a Secret Land. „Hiroshima” okazała się jednym z największych hitów Sandry, docierając m.in. do miejsca 4. w Niemczech i Szwajcarii, a także do miejsca 15. na ogólnoeuropejskiej liście sprzedaży. W 1999 roku remiks piosenki ukazał się na płycie My Favourites, a w 2006 utwór zremiksowano ponownie na album Reflections.

### Lista ścieżek
- 7" single

A. „Hiroshima” – 4:11
B. „La vista de luna” – 3:44
- 12" single

A. „Hiroshima” (Extended Version) – 6:44
B1. „Hiroshima” (Dub Mix) – 3:08
B2. „Heaven Can Wait” (US-Remix) – 7:11
- CD single

1. „Hiroshima” (Single Version) – 4:11
2. „Hiroshima” (Extended Version) – 6:44
3. „Hiroshima” (Dub Mix) – 3:08
4. „Heaven Can Wait” (US-Remix) – 7:11

### Notowania
| Lista (1990)                     | Najwyższa pozycja |
| -------------------------------- | ----------------- |
| Francja (SNEP)                   | 16                |
| Niemcy (Media Control)           | 4                 |
| Szwajcaria (Schweizer Hitparade) | 4                 |